# Jordan Mein
Jordan Mein (Lethbridge, 10 ottobre 1989) è un lottatore di arti marziali miste canadese attualmente sotto contratto con la Ultimate Fighting Championship, nella quale combatte nella divisione dei pesi welter..

## Biografia
Jordan Mein iniziò ad allenarsi a soli quattro anni, e grazie al padre debutto nella kickboxing all'età di 11 anni in alcuni incontri amatoriali. Questi match diedero a Mein l'opportunità di competere nei tornei di kickboxing e di jiu jitsu brasiliano anche come professionista.

## Carriera nelle arti marziali miste

### Primi anni
Jordan debuttò come amatore nelle arti marziali miste a 14 anni, dove ottenne un record di 6 vittorie e un pareggio. A 16 anni passò da amatore a professionista e come primo incontro affrontò il canadese Rory MacDonald che lo sconfisse per sottomissione.
Dopo un record di 19 vittorie e 7 sconfitte ottenne due importanti vittorie, una contro Joe Riggs per KO al secondo round, mentre il 2 aprile 2011 affrontò e vinse contro il veterano della UFC Josh Burkman per decisione unanime.

### Strikeforce
Mein firmò un contratto per quattro incontri con la Strikeforce nel luglio 2011, dove sconfisse nel suo primo match Evangelista Santos per KO tecnico al terzo round. Subito dopo affrontò e perse per decisione non unanime contro Tyron Woodley.
Il suo terzo ed ultimo incontro nella Strikeforce fu contro Tyler Stinson, dove ottenne un'altra vittoria per decisione unanime.

### Score Fighting Series
Jordan affrontò, il 10 giugno, in una promozione indipendente il campione dei pesi welter Dream Marius Žaromskis, sconfiggendolo per decisione unanime, ed il 23 novembre vinse rapidamente per KO tecnico contro Forrest Petz.

### Ultimate Fighting Championship
A marzo del 2013 debuttò finalmente nella promozione americana UFC, dove vinse nuovamente per KO tecnico al primo round contro Dan Miller. Dopo soltanto un mese ritornò nell'ottagono per affrontare Matt Brown rimpiazzando l'infortunato Dan Hardy; dopo aver ricevuto una devastante ginocchiata sul naso capitolò al secondo round perdendo per KO tecnico. Nonostante la sconfitta ottenne il riconoscimento Fight of the Night.
Successivamente doveva affrontare Santiago Ponzinibbio, ma quest'ultimo venne rimosso dalla card e sostituito da Hernani Perpetuo. Mein vinse per decisione non unanime.
Ad agosto del 2014 doveva vedersela contro Thiago Alves. Tuttavia, Alves subì un infortunio al ginocchio e venne rimpiazzato da Brandon Thatch che, però, si infortunò e non poté prendere parte all'incontro. Quindi come terzo avversario affrontò Mike Pyle, riuscendo a portare a casa una splendida vittoria per KO tecnico al primo round e con esso anche il premio Performance of the Night.
Nel gennaio del 2015 venne sconfitto per KO Tecnico dall'esperto Thiago Alves. Ad agosto del 2015, Mein annunciò il suo ritiro dalle competizioni.
Dopo un anno d'assenza, Mein dovette affrontare il norvegese Emil Weber Meek il 10 dicembre del 2016 all'evento UFC 206. Mein venne sconfitto per decisione unanime.

### Risultati nelle arti marziali miste
| Risultato | Record | Avversario         | Metodo                               | Evento                                   | Data              | Round | Tempo | Luogo                   | Note                     |
| --------- | ------ | ------------------ | ------------------------------------ | ---------------------------------------- | ----------------- | ----- | ----- | ----------------------- | ------------------------ |
| Sconfitta | 31-13  | Jason Jackson      | Decisione (unanime)                  | Bellator 242: Bandejas vs. Pettis        | 24 Luglio 2020    | 3     | 5:00  | Uncasville, Stati Uniti |                          |
| Vittoria  | 31-12  | Alex Morono        | Decisione (unanime)                  | UFC on Fox: Alvarez vs. Poirier 2        | 28 Luglio 2018    | 3     | 5:00  | Calgary, Canada         |                          |
| Vittoria  | 30-12  | Erick Silva        | Decisione (unanime)                  | UFC on Fox: Lawler vs. dos Anjos         | 16 Dicembre 2017  | 3     | 5:00  | Winnipeg, Canada        |                          |
| Sconfitta | 29-12  | Belal Muhammad     | Decisione (unanime)                  | UFC 213                                  | 8 Luglio 2017     | 3     | 5:00  | Las Vegas, Stati Uniti  |                          |
| Sconfitta | 29-11  | Emil Weber Meek    | Decisione (unanime)                  | UFC 206: Holloway vs. Pettis             | 10 dicembre 2016  | 3     | 5:00  | Toronto, Canada         |                          |
| Sconfitta | 29-10  | Thiago Alves       | KO Tecnico (calcio al corpo e pugni) | UFC 183: Silva vs. Diaz                  | 31 gennaio 2015   | 2     | 0:39  | Las Vegas, Stati Uniti  |                          |
| Vittoria  | 29-9   | Mike Pyle          | KO Tecnico (pugni)                   | UFC Fight Night: Henderson vs. dos Anjos | 23 agosto 2014    | 1     | 1:12  | Tulsa, Stati Uniti      | Performance of the Night |
| Vittoria  | 28-9   | Hernani Perpétuo   | Decisione (non unanime)              | UFC on Fox: Werdum vs. Browne            | 19 aprile 2014    | 3     | 5:00  | Orlando, Stati Uniti    |                          |
| Sconfitta | 27-9   | Matt Brown         | KO Tecnico (gomitate)                | UFC on Fox: Henderson vs. Melendez       | 20 aprile 2013    | 2     | 1:00  | San Jose, Stati Uniti   | Fight of the Night       |
| Vittoria  | 27-8   | Dan Miller         | KO Tecnico (pugni)                   | UFC 158: St-Pierre vs. Diaz              | 16 marzo 2013     | 1     | 4:42  | Montréal, Canada        | Debutto in UFC           |
| Vittoria  | 26-8   | Forrest Petz       | KO Tecnico (ginocchiate e gomitate)  | Score Fighting Series 7                  | 23 novembre 2012  | 1     | 1:29  | Hamilton, Canada        |                          |
| Vittoria  | 25-8   | Tyler Stinson      | Decisione (unanime)                  | Strikeforce: Rockhold vs. Kennedy        | 14 luglio 2012    | 3     | 5:00  | Portland, Stati Uniti   |                          |
| Sconfitta | 24-8   | Tyron Woodley      | Decisione (non unanime)              | Strikeforce: Rockhold vs. Jardine        | 7 gennaio 2012    | 3     | 5:00  | Las Vegas, Stati Uniti  |                          |
| Vittoria  | 24-7   | Evangelista Santos | KO Tecnico (gomitate)                | Strikeforce: Barnett vs. Kharitonov      | 10 settembre 2011 | 3     | 3:18  | Cincinnati, Stati Uniti | Debutto in Strikeforce   |
| Vittoria  | 23-7   | Marius Žaromskis   | Decisione (unanime)                  | Score Fighting Series 1                  | 10 giugno 2011    | 3     | 5:00  | Mississauga, Canada     |                          |
| Vittoria  | 22-7   | Josh Burkman       | Decisione (unanime)                  | MMA: The Reckoning                       | 2 aprile 2011     | 3     | 5:00  | Rama, Canada            |                          |
| Vittoria  | 21-7   | Keto Allen         | Sottomissione Tecnica (ghigliottina) | Rumble in the Cage 42                    | 19 febbraio 2011  | 1     | 0:42  | Lethbridge, Canada      |                          |
| Vittoria  | 20-7   | Joe Riggs          | KO Tecnico (pugni)                   | Wreck MMA: Strong and Proud              | 28 gennaio 2011   | 2     | 4:30  | Gatineau, Canada        |                          |
| Vittoria  | 19-7   | Chase Degenhardt   | KO Tecnico (pugni)                   | Rumble in the Cage 41                    | 6 novembre 2010   | 1     | 1:09  | Lethbridge, Canada      |                          |
| Sconfitta | 18-7   | Jason High         | Decisione (unanime)                  | Rumble in the Cage 40                    | 26 agosto 2010    | 3     | 5:00  | Taber, Canada           |                          |
| Vittoria  | 18-6   | George Belanger    | KO Tecnico (pugni)                   | Pure Fighting Championships 5            | 24 luglio 2010    | 1     | 2:25  | Red Deer, Canada        |                          |
| Vittoria  | 17-6   | Victor Bachmann    | Sottomissione (neck crank)           | LGIO MMA 1: MacDonald vs. Horwich        | 23 aprile 2010    | 1     | 4:21  | Edmonton, Canada        |                          |
| Vittoria  | 16-6   | Andrew Buckland    | KO Tecnico (pugni)                   | Pure Fighting Championships 4            | 12 marzo 2010     | 1     |       | Red Deer, Canada        |                          |
| Vittoria  | 15-6   | Tim Skidmore       | KO Tecnico (pugni)                   | Rumble in the Cage 38                    | 23 gennaio 2010   | 1     | 0:42  | Calgary, Canada         |                          |
| Sconfitta | 14-6   | Mike Ricci         | Decisione (unanime)                  | Ringside MMA: Rivalry                    | 14 novembre 2009  | 3     | 5:00  | Drummondville, Canada   |                          |
| Vittoria  | 14-5   | Chad Freeman       | KO Tecnico (pugni)                   | Rumble in the Cage 34                    | 11 aprile 2009    | 1     | 2:20  | Lethbridge, Canada      |                          |
| Vittoria  | 13-5   | Ryan Machan        | Sottomissione (kimura)               | Pure Fighting Championships 2            | 13 marzo 2009     | 2     | 1:14  | Red Deer, Canada        |                          |
| Vittoria  | 12-5   | Jeff Harrison      | KO Tecnico (pugni)                   | TKO 35: Quenneville vs. Hioki            | 3 ottobre 2008    | 1     | 0:50  | Montréal, Canada        |                          |
| Vittoria  | 11-5   | Justin Bermudez    | KO Tecnico (stop medico)             | Vipers MMA: Venom at the Snakepit        | 29 agosto 2008    | 1     | 0:42  | Calgary, Canada         |                          |
| Vittoria  | 10-5   | Hollis Huggins     | KO (calcio in testa e pugni)         | Rumble in the Cage 30                    | 28 giugno 2008    | 1     | 0:20  | Lethbridge, Canada      |                          |
| Sconfitta | 9-5    | Samuel Guillet     | Sottomissione (kimura)               | TKO 32: Ultimatum                        | 28 febbraio 2008  | 2     | 4:05  | Montréal, Canada        |                          |
| Vittoria  | 9-4    | Dave Pariseau      | Decisione (unanime)                  | RITC 27: Seasons Beatings                | 31 dicembre 2007  | 3     | 5:00  | Lethbridge, Canada      |                          |
| Vittoria  | 8-4    | Kevin Manderson    | KO Tecnico (pugni)                   | UCW 10: X-Factor                         | 30 novembre 2007  | 1     |       | Winnipeg, Canada        |                          |
| Vittoria  | 7-4    | Chris Ade          | KO Tecnico (pugni)                   | EFC 5: Revolution                        | 3 novembre 2007   | 1     | 1:25  | Prince George, Canada   |                          |
| Vittoria  | 6-4    | Adam Thomas        | Sottomissione (rear-naked choke)     | Rumble in the Cage 26                    | 27 ottobre 2007   | 1     | 2:24  | Lethbridge, Canada      |                          |
| Vittoria  | 5-4    | Garrett Vernoy     | KO Tecnico (pugni)                   | UCW 9: September to Remember             | 7 settembre 2007  | 1     |       | Winnipeg, Canada        |                          |
| Sconfitta | 4-4    | Gavin Hesson       | KO Tecnico (pugni)                   | UCW 8: Natural Invasion                  | 23 giugno 2007    | 2     | 3:59  | Winnipeg, Canada        |                          |
| Vittoria  | 4-3    | Lindsey Hawkes     | Decisione (unanime)                  | Ultimate Martial Arts Championship 3     | 17 febbraio 2007  | 3     | 5:00  | Regina, Canada          |                          |
| Sconfitta | 3-3    | Kevin Manderson    | Sottomissione (rear-naked choke)     | RITC 21: Seasons Beatings                | 30 dicembre 2006  | 1     | 4:14  | Lethbridge, Canada      |                          |
| Vittoria  | 3-2    | Jason Geiger       | Sottomissione (strangolamento)       | UCW 6: Warzone                           | 28 ottobre 2006   | 2     |       | Winnipeg, Canada        |                          |
| Sconfitta | 2-2    | Tim Jenson         | Sottomissione (rear-naked choke)     | KOTC: Insurrection                       | 6 ottobre 2006    |       |       | Vernon, Canada          |                          |
| Vittoria  | 2-1    | Tom Wutpunne       | Sottomissione (rear-naked choke)     | Rumble in the Cage 18                    | 30 settembre 2006 | 1     | 2:51  | Lethbridge, Canada      |                          |
| Vittoria  | 1-1    | Josh Kretjo        | Sottomissione (rear-naked choke)     | Ultimate Martial Arts Championship 2     | 26 agosto 2006    | 1     | 4:48  | Regina, Canada          |                          |
| Sconfitta | 0-1    | Rory MacDonald     | Sottomissione (rear-naked choke)     | Rumble in the Cage 17                    | 17 giugno 2006    | 1     | 4:04  | Lethbridge, Canada      |                          |